# Draft 1951 de la NBA
1950 1952
La draft 1951 de la NBA est la 5e draft annuelle de la National Basketball Association (NBA), se déroulant en amont de la saison 1951-1952. Elle s'est tenue le 25 avril 1951 à New York. Cette draft se compose de 12 tours avec 87 joueurs sélectionnés,.
Lors de cette draft, 10 équipes de la NBA choisissent à tour de rôle des joueurs évoluant au basket-ball universitaire américain. Les deux premiers choix de la draft se décident entre les deux équipes arrivées dernières de leur division lors de la saison 1950-1951. Les équipes NBA avaient la possibilité, avant la draft, de sélectionner un joueur qui venait d'un lycée à moins de 80 kilomètres de la ville et abandonnèrent alors leur premier choix, il s'agit du territorial pick.
Le premier choix fut Gene Melchiorre, qui ne joua cependant pas une minute en NBA à cause d'une suspension à la suite d'un scandale quand il était à l'université dans une affaire de paris.

## Draft
| + | Signale un joueur qui a été sélectionné pour au moins un match annuel NBA All-Star Game |

### Territorial pick
| Rang | Joueur     | Nationalité | Équipe NBA            | Université |
| ---- | ---------- | ----------- | --------------------- | ---------- |
| TP   | Myer Skoog | États-Unis  | Lakers de Minneapolis | Minnesota  |

### Premier tour
| Rang | Joueur            | Équipe NBA               | Université           |
| ---- | ----------------- | ------------------------ | -------------------- |
| 1    | Gene Melchiorre   | Bullets de Baltimore     | Bradley              |
| 2    | Mel Hutchins+     | BlackHawks de Tri-Cities | Brigham Young        |
| 3    | Marcus Freiberger | Olympians d'Indianapolis | Oklahoma             |
| 4    | Zeke Sinicola     | Pistons de Fort Wayne    | Niagara              |
| 5    | John McConathy    | Nationals de Syracuse    | Northwestern State   |
| 6    | Ed Smith          | Knicks de New York       | Harvard              |
| 7    | Ernie Barrett     | Celtics de Boston        | Kansas State         |
| 8    | Sam Ranzino       | Royals de Rochester      | North Carolina State |
| 9    | Don Sunderlage+   | Warriors de Golden State | Illinois             |

### Deuxième tour
| Rang | Joueur          | Équipe NBA               | Université      |
| ---- | --------------- | ------------------------ | --------------- |
| 10   | Jack Stone      | Bullets de Baltimore     | Kansas State    |
| 11   | Bill Gossett    | BlackHawks de Tri-Cities | Colorado State  |
| 12   | Scotty Steagall | Olympians d'Indianapolis | Millikin        |
| 13   | Jack Kiley      | Pistons de Fort Wayne    | Syracuse        |
| 14   | Don Savage      | Nationals de Syracuse    | LeMoyne College |
| 15   | Roland Minson   | Knicks de New York       | Brigham Young   |
| 16   | Bill Garrett    | Celtics de Boston        | Indiana         |
| 17   | Ray Ragelis     | Royals de Rochester      | Northwestern    |
| 18   | Mel Payton (en) | Warriors de Philadelphie | Tulane          |
| 19   | Lew Hitch       | Lakers de Minneapolis    | Kansas State    |